# Green Belt Movement
Die Graswurzelbewegung The Green Belt Movement (GBM; deutsch Die Grüngürtel-Bewegung) ist eine internationale Nichtregierungsorganisation, die sich vor allem auf Umweltschutz und die Entwicklung von sozialen Gemeinschaften konzentriert. Sie wurde im Jahr 1977 von der Kenianerin Wangari Maathai gegründet.
Die Bewegung führte in den ersten Jahrzehnten ihres Bestehens Baumpflanzungsaktionen zur Aufforstung durch, um der Entwaldung und somit auch der Bodenerosion in Kenia entgegenzuwirken und um die Verfügbarkeit von Holz, der Hauptenergiequelle zum Kochen, sicherzustellen. Daneben steht die Entwicklung eines umweltbewussten Umgangs mit der Natur im Mittelpunkt der Aktivitäten. Seit 1977 wurden von der GBM über 30 Millionen Bäume gepflanzt und über 30.000 Frauen in Forstwirtschaft, Imkerei, Nahrungsmittelverarbeitung und anderen Möglichkeiten der Einkommenssicherung ausgebildet. Maathai etablierte in der Bewegung auch den Einsatz für die Stärkung der Frauen in der Gesellschaft, Ökotourismus und wirtschaftliche Entwicklung. Für ihre Arbeit in der Grüngürtel-Bewegung wurde sie 2004 mit dem Friedensnobelpreis ausgezeichnet.

## Grundproblematik
Die Entwaldung, gegen die die Grüngürtel-Bewegung kämpft, führt zu einer Vielzahl von Problemen. Durch die fehlenden Bäume kommt es zur Bodenerosion, die zu einer Desertifikation (Wüstenbildung) führt. Diese macht den Anbau von Obst und Gemüse sehr aufwändig bis unmöglich. Die großflächige Abholzung der Wälder verursacht außerdem einen Mangel an Feuerholz. Der Zwang, Brennholz zu sparen, führt zu einer Verstärkung der Mangelernährung, da die betroffenen Menschen sehr oft auf das Herdfeuer verzichten und nicht kochen. Dadurch werden Hauptnahrungsmittel wie Maniok, Yams und Süßkartoffeln vom Speiseplan gestrichen, da sie roh nicht verzehrt werden können. Durch die fehlende Wiederaufforstung werden die Frauen in den Dörfern gezwungen, immer weitere, zeitraubende Wege zurückzulegen, um Brennholz für die Familie zu besorgen. Die ersatzlose Abholzung der Wälder übt außerdem großen Druck auf die Tierwelt aus, deren Lebensraum sich immer weiter verkleinert. Die Entwaldung nimmt ebenfalls negativen Einfluss auf die Regenmenge: Die kühle Luft, die aus einem Wald aufsteigt, prallt mit warmen Luftmassen zusammen. Dadurch bilden sich regelmäßige Regenfälle. Die radikale Abholzung führt zu weniger Bäumen, weniger kühler Luft und dadurch zu insgesamt weniger Regen. Die daraus folgende Trockenheit begünstigt wiederum die Wüstenbildung und führt zu Missernten.

## Geschichte

### Vor der Gründung des Green Belt Movements

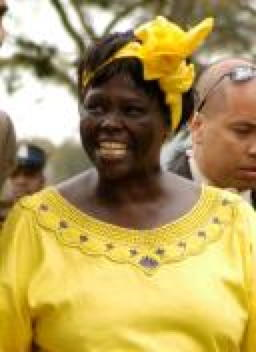
Wangari Maathai, die Initiatorin der Green Belt Movement

In den 1920er Jahren gründete der britische Forstwissenschaftler Richard St. Barbe Baker mit Unterstützung des afrikanischen Chiefs Josiah Njonjo in Zentralkenia die „Men of the Trees“ (deutsch Männer der Bäume, heute „International Tree Foundation“), eine später international tätige Gemeinschaft zur Wiederaufforstung Kenias. Die Bewegung geriet jedoch nach dem Tod Njonjos in Kenia in Vergessenheit. Nach der Gründung des Umweltprogrammes der Vereinten Nationen (UNEP) im Jahr 1972 und der Einrichtung des UNEP-Hauptquartieres in Nairobi engagierten sich einige europäische Nichtregierungsorganisationen (NGO) in Nairobi, um die Umsetzung der getroffenen Vereinbarungen zu überwachen. Zu diesem Zweck wurde das Environment Liaison Centre (heute: Environment Liaison Center International (ELCI)) gegründet, dem Wangari Maathai beitrat, und dessen Vorsitzende sie einige Jahre später wurde. 1974 wurde das Environment Liaison Centre von der UNEP anerkannt und Maathai eröffnete im Karura Forest eine erste, kleine Baumschule. Diese diente vor allem auch dazu, um die im Wahlkampf ihres Mannes, des Parlamentsabgeordneten Mwangi Maathai, versprochenen Arbeitsplätze im Wahlkreis Lang'ata zu schaffen. Kurze Zeit darauf gründete Maathai die Envirocare Ltd., eine Firma, deren Tätigkeitsschwerpunkte die Säuberung und Entrümpelung von Lang'ata und das Pflanzen von Bäumen waren. Dem Unternehmen, das seinen Sitz in Maathais Wohnhaus hatte, war kein großer Erfolg beschieden. 1976 starben während einer Dürre, in der die Stadt Nairobi die Bewässerung von Blumen und Bäumen verboten hatte, alle Setzlinge in der Baumschule ab.

### Gründung der Bewegung und erste Aktionen
1977 hielt Maathai einen Vortrag über ihr Anliegen beim Nationalen Frauenrat Kenias (Maendeleo Ya Wanawake). Wenige Monate später wurde Maathai Mitglied der Umweltkommission des Frauenrates und schlug bei einer Sitzung eine Kampagne zur Aufforstung vor. Nach anfänglichem Zögern entschied man sich für das Projekt, das man Save the Land – Harambee (deutsch Rettet das Land – Lasst uns an einem Strang ziehen) nannte. Ziel war es, die Kenianerinnen dazu zu bringen, aktiv an der Aufforstung und Wiederaufforstung mitzuwirken und so der drohenden Wüstenbildung zu begegnen.
Die erste Pflanzzeremonie fand im Juni 1977, am Weltumwelttag, in Nairobi statt. Die Teilnehmerinnen liefen zunächst vom Kenyatta International Conference Centre zum außerhalb der Stadt gelegenen Kamukunji-Park, und pflanzten dort sieben Bäume. Im September folgte anlässlich der United-Nations-Wüstenkonferenz, unter Mitwirkung von Richard St. Barbe Baker, die nächste Baumpflanzaktion in Naivasha. Die Kampagne erregte großes Medieninteresse und wurde schnell ausgeweitet, so dass der Frauenrat die Nachfrage nach Baumsetzlingen bald nicht mehr befriedigen konnte. Ziel war es, 15 Millionen Bäume zu pflanzen, was der damaligen Bevölkerungszahl Kenias entsprach. Das Motto lautete dementsprechend „Ein Baum pro Person“. Als es für den Frauenrat immer schwieriger wurde, die Baumsetzlinge in der nachgefragten Anzahl selbst zu ziehen, und die Beschaffung über staatliche Baumschulen kompliziert und teuer war, begann man, Frauengruppen zur Gründung eigener Baumschulen zu motivieren. Save the Land - Harambee hielt Seminare mit Forstwissenschaftlern ab, um den interessierten Frauen die Grundlagen der Forstwirtschaft nahezubringen. Bald wurde jedoch auf die Mitwirkung der Fachleute verzichtet und Methoden des Gemüse- und Getreideanbaus auf die Baumzucht übertragen. Die interessierten Frauen zeigten viel Initiative und Ideenreichtum. Die Bewegung, die inzwischen als Green Belt Movement bezeichnet wurde, wuchs schnell. Mittlerweile zeigten auch viele ländliche Gemeindeverwaltungen großes Interesse an den Baumpflanzungsaktionen. Es wurden örtliche Baumpflanzstrategien entwickelt und auf öffentlichem Grund grüne Gürtel von mehr als 1000 Bäumen angelegt. Zum Erfolg bei den Gemeindeverwaltungen trug bei, dass die Setzlinge weiterhin kostenlos ausgegeben wurden und die leeren Kassen der Gemeindeverwaltungen nicht belasteten.

### Erfolg und Ausweitung

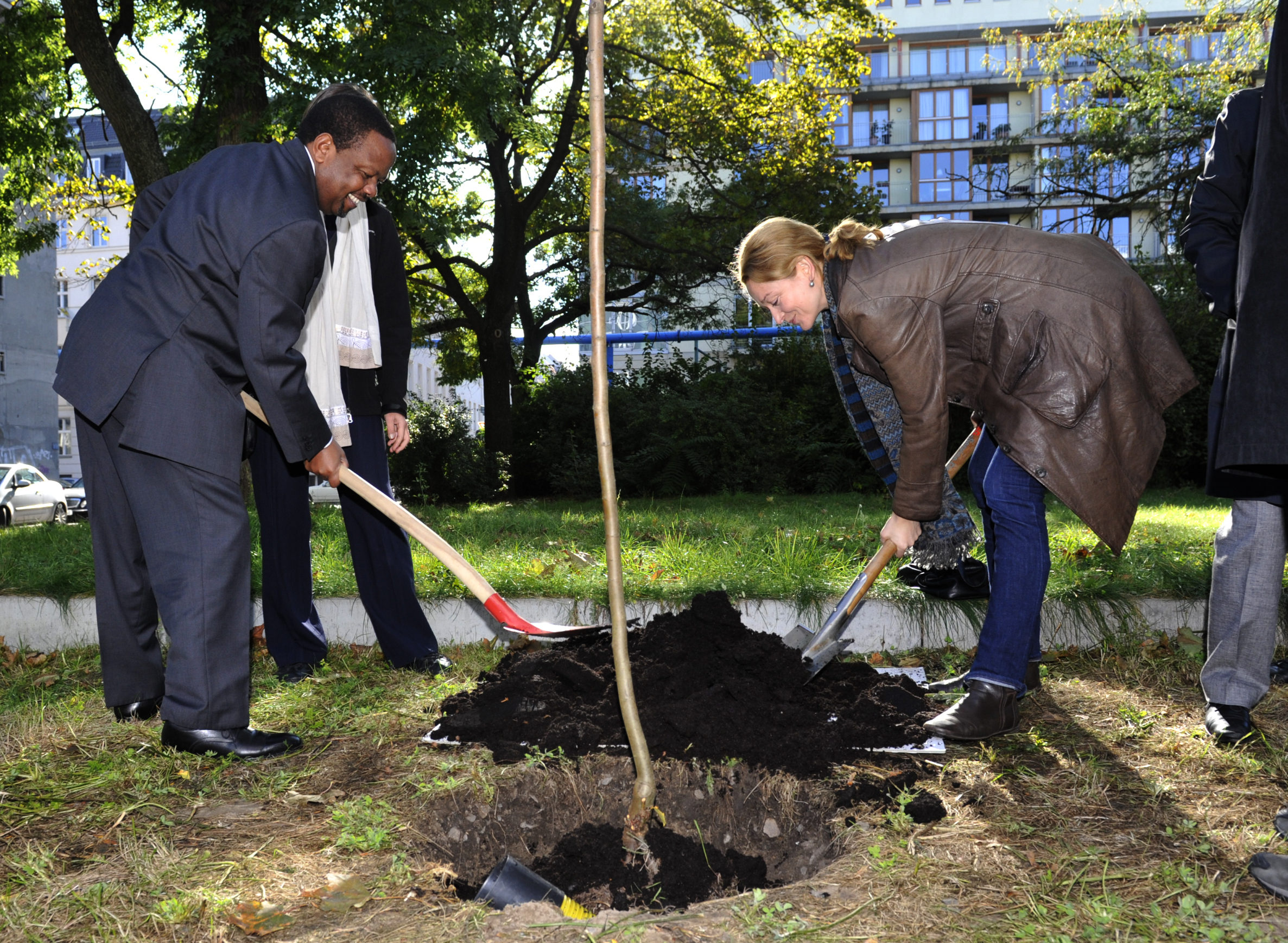
Der kenianische Botschafter in Deutschland, Ken Osinde, pflanzt im Oktober 2011 zu Ehren Wangari Maathais einen Baum im Garten der Geschäftsstelle der Heinrich-Böll-Stiftung in Berlin.

1990 hatte das Green Belt Movement bereits mehr als 39.000 Mitglieder und mehr als sieben Millionen Bäume gepflanzt. Im Jahr 2002 war die Mitgliederzahl auf mehr als eine Million gewachsen, acht Jahre später vermeldete der Jahresbericht der GBM, in Kenia seien seit 1977 knapp 47 Millionen Bäume gepflanzt worden.
1986 wurde Pan African Green Belt Movement gegründet. Mittlerweile ist die Grüngürtel-Bewegung in 13 afrikanischen Ländern aktiv, so unter anderem in Tansania, Uganda, Malawi, Lesotho, Äthiopien und Simbabwe, und hat mehr als 30 Millionen Bäume gepflanzt.
Seit dem Jahr 2004 arbeitet die Grüngürtel-Bewegung auch mit den kenianischen Streitkräften zusammen, ebenso engagiert sie sich in Gefängnissen. Die kenianischen Streitkräfte beteiligen sich an Baumpflanzaktionen, in den Gefängnissen werden gemeinsam mit den Häftlingen unter anderem die Innenhöfe begrünt. Im Jahr 2006 übernahm Maathai gemeinsam mit Albert von Monaco die Schirmherrschaft über die One Billion Trees Campaign der UNEP. Die Kampagne gilt als großer Erfolg, bis Ende 2009 wurden über 7,4 Milliarden Bäume in 170 Ländern gepflanzt, im April 2012 vermeldete die UNEP 12,5 Milliarden Pflanzungen weltweit.
Im Jahresbericht 2011 meldete die Grüngürtelbewegung 4034 lokale Baumschulen und 3,9 Millionen gepflanzte Bäume bei insgesamt mehr als 51 Millionen Pflanzungen seit der Gründung der Bewegung.
Die Grüngürtel-Bewegung ist seit Ende 2015 Partner bei der African Forest Landscape Restoration Initiative, die anstrebt bis 2030 eine Fläche von 100 Mio. Hektar in Afrika aufzuforsten.

## Ziele

### Aufbau nachhaltiger Brennholzressourcen und Vermeidung von Mangelernährung
Die Green Belt Movement setzt sich für die Anpflanzung verschiedener Baumsorten in unmittelbarer Umgebung der Wohnorte ein und fördert den Anbau von Obstbäumen, um eine energiesparende und gleichzeitig vitaminreiche Ernährung der Familien zu gewährleisten. Neben dem Feuerholz liefern Bäume auch düngendes Laub, Honig und Rohstoffe für den Hausbau, für Zäune und Gebrauchswaren. Weiterhin werden Kurse über ökologische und nachhaltige Landwirtschaft, Fruchtfolge und landwirtschaftliche Techniken gehalten und diese in Versuchsgärten demonstriert. Die Kleinbäuerinnen sollen sich so das nötige Wissen aneignen, um den Lebensmittelbedarf ihres Haushaltes selbst herzustellen und damit Ernährungssicherheit für ihre Familie zu erreichen.

### Verbesserung des Haushaltseinkommens und Förderung der Selbstbestimmung
Um das Einkommen der Frauen zu verbessern, die in Baumschulen mitgearbeitet und landwirtschaftliche Fortbildungen für andere Frauen gegeben haben, kaufte GBM alle noch nicht ausgepflanzten Setzlinge, die älter als drei Monate waren, von den Frauengruppen auf. Damit verdienten sich die Frauen ein Zubrot und profitierten gleichzeitig von den wieder wachsenden Brennholzressourcen. Die Bewegung vergibt Führungsaufgaben an Mitglieder der Baumschulen und überträgt die Verantwortung für die Dokumentation, die Buchführung, die Organisation von Versammlungen und die Leitung der Baumschulen an Frauen vor Ort. Die so erlernten Fähigkeiten können die Frauen später in anderen Bereichen einsetzen und zum Beispiel Verwaltungs- oder Führungsaufgaben in ihrer Gemeinde übernehmen.

### Förderung des Umweltbewusstseins und Bekämpfung der Bodenerosion
Um die nächste Generation Kenianer für die Themen des Green Belt Movements zu sensibilisieren, gründet die Bewegung Baumschulen an öffentlichen Schulen und unterrichtet die Schüler in Umweltschutzthemen. Die Schüler werden zur Beteiligung an den Baumpflanzungsaktionen motiviert. Ergänzend dazu werden Seminare und Konferenzen für alle Interessierten durchgeführt, in denen die Zusammenhänge zwischen Abholzung und Hunger, Mangelernährung, Armut, Bodenerosion, dem Absinken des Grundwasserspiegels und dem damit verbundenen Mangel an Trinkwasser erklärt werden. Die Bekämpfung der Bodenerosion ist Thema weiterer Seminare, in denen das Green Belt Movement kostengünstige Maßnahmen erklärt, um die Abtragung von Böden durch Wind oder Wasser zu vermeiden. Die GBM leitet dabei zum Beispiel zur Auswahl der richtigen Baumsorten an und erklärt die Schaffung von Windschutzstreifen und Terrassen und die Errichtung von Drainagen.

### Politische Bildung
Im Hauptsitz der Grüngürtel-Bewegung in Nairobi und auf den Dörfern werden Vorträge und Seminare zur politischen Bildung gehalten. Referenten sprechen über die Regierung Kenias, die Umweltpolitik und die fortschreitende Umweltzerstörung durch Misswirtschaft mit nationalen Ressourcen. Weitere Themen sind Kultur und Spiritualität, die Entwicklungskrise in Afrika und die daraus folgende Problematik der Überbevölkerung, der Arbeitslosigkeit und Armut. Die Grüngürtel-Bewegung organisiert und veranstaltet außerdem Seminare über Menschenrechte, mit dem Schwerpunkt auf Frauenrechte. Die Teilnehmerinnen sollen lernen, ihr Recht auf Selbstbestimmung und Selbstverwirklichung wahrzunehmen, die Familienplanung nicht fremdbestimmen zu lassen, Ausbeutung und Unterdrückung zu erkennen und sich dagegen zu wehren.

## Aktivitäten

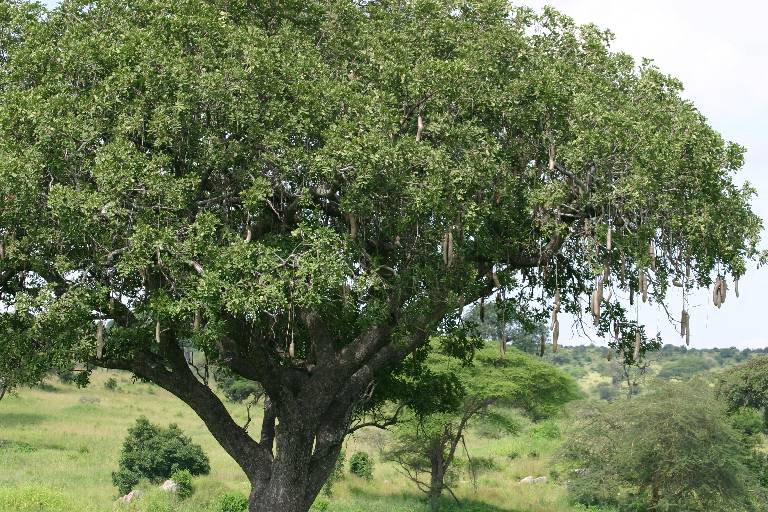
Der Leberwurstbaum ist eine der am häufigsten von der GBM gepflanzten Baumarten.

### Pflanzungen
Die Grüngürtel-Bewegung achtet bei der Auswahl der Bäume auf deren größtmöglichen Nutzen für die Bevölkerung. Zu den sehr häufig gepflanzten Bäumen zählen Leberwurstbäume, Olivenbäume, Cordia africana und Tamarindenbäume. Die Pflanzungen fanden bisher unter anderem in den Distrikten Kwale, Meru Central, Trans-Nzoia, Nakuru, Nyeri, Bungoma, Uasin Gishu sowie um und in Nairobi statt. 2006 ging GBM mit der Agence française de développement eine Partnerschaft ein, um 4.000 Hektar Wald in der Aberdare Range wieder aufzuforsten. Die französische Regierung bezahlte dafür 1,3 Millionen Euro.

### Schulungen
Mitarbeiter der Grüngürtel-Bewegung führen auf Gemeindeebene Schulungen zu den Themen Lebensmittelproduktion, Ernährung und Wasserversorgung durch. Dabei wird besonders auf einheimische Feldfrüchte und deren Anbau, Kultivierung und Zubereitung eingegangen. Auch Kurse über Bienenzucht werden angeboten. Zu den von GBM geförderten Feldfrüchten gehören Maniok, Yams, Süßkartoffeln und Erdnüsse, Limabohnen, Sorghum, Sesam und Bananen. In den Seminaren zum Thema Wasserversorgung werden unter anderem Themen wie Dammbau, Mulchen, Drainagen, Feldwaldbau und der Anbau von Bodendeckern unterrichtet. Diese Techniken dienen dazu, die Oberflächenverdunstung zu reduzieren, so dass mehr Wasser in den Boden einsickern kann.
GBM stellt außerdem Gartenwerkzeuge, Materialien für den Zaunbau, Wassertanks, Rohre und Dünger zur Verfügung. Damit wird der in der Gemeinde vorhandene Bestand an Hilfsmitteln ergänzt. Durch das gegenseitige Ausleihen von Hilfsmitteln und Werkzeugen profitieren nicht nur Gruppenmitglieder, sondern die gesamte Gemeinschaft.

### Politisches Engagement
In den späten 1980er Jahren begannen die Mitglieder der GBM aktiv gegen die Verstöße gegen Umwelt- und Menschenrechte vorzugehen. 1989 gelang es Maathai und ihren Mitstreitern, die Errichtung eines 62-stöckigen Gebäudes im Uhuru-Park in Nairobi zu verhindern. 1992 unterstützten die Mitglieder der GBM die Mütter politischer Gefangener bei Demonstrationen für die Freilassung ihrer Kinder. Im Rahmen der Erlassjahr.de-Kampagne für die Entschuldung der Entwicklungsländer gab die Grüngürtel-Bewegung Seminare zum Thema Entschuldung und rief den Klerus dazu auf, die Kampagne zu unterstützen.
Im Kampf gegen die Korruption ging es der GBM immer besonders um öffentliche Grundstücke und Freiflächen, die von der Regierung illegalerweise an private Unternehmen verkauft wurden. Die Rettung des Kararu-Waldes, des Kafiru-ini-Waldes und der Wälder am Mount Kenya konnte die Bewegung als großen Erfolg verbuchen. Maathai setzte sich im Rahmen der Bewegung für nachhaltiges Wirtschaften, für Demokratie und Menschenrechte, die Rechte der Frauen im Besonderen, für Ausbildung, Ernährung und Familienplanung ein.
GBM veröffentlichte mehrere Berichte zum Thema Globale Erwärmung, die u. a. auf verschiedenen UN-Klimakonferenzen präsentiert wurden.

## Organisation und Finanzierung
1999 gab es vier Abteilungen: Projektmanagement, Administration, Finanzen und Koordination.
Im Projektmanagement wurden neue Baumpflanzprojekte von einem Projektbearbeiter betreut, der gemeinsam mit regionalen Aufsehern und der zuständigen Baumschulengruppe die Baumpflanzungen organisierte und durchführte. Die Baumschulengruppen beschäftigten sogenannte Promoter, die für die Ziele der GBM warben. Bei Interesse verwiesen die Promoter an den lokalen Berater, der bei der Gründung einer neuen Baumschule behilflich war. Für die täglichen Arbeiten in einer Baumschule wurden sogenannte Baumschulenbetreuer engagiert. Die Administration umfasste Board, Exekutivkomitee und Sekretariat. Die Angestellten waren für die Verwaltung des Hauptbüros und der Projekte verantwortlich. Außerdem kümmerte sich die Administration um den Kontakt zu Gemeinden und Spendern. Die Finanzabteilung war für die Geld- und Sachverwaltung zuständig und erstellte die jährlichen Prüfberichte. Die Angestellten in der Koordinationsabteilung kümmerten sich unter anderem um die Pflege der internationalen Kontakte, um Personalverwaltung und die Ausarbeitung neuer Projekte.
In der Hochphase beschäftigte die GBM circa 2600 Mitarbeiter, zumeist Frauen in Teilzeit. Im Jahr 2004 zählte man 40 hauptamtliche Angestellte und 100.000 Mitstreiter in ganz Kenia. Green Belt Movement unterhält je ein Büro in Washington, D.C. und London. Im Jahr 2012 beschäftigte die Bewegung 140 Mitarbeiter in Kenia, fünf Angestellte in Washington und weitere vier im Europabüro in London.
Die Organisation finanzierte sich hauptsächlich über Spenden, zum Beispiel durch Zuwendungen von Hilfsorganisationen in Skandinavien, den Niederlanden und den USA, außerdem durch Gelder der Vereinten Nationen. Um unabhängiger von Spenden zu werden, wurde der Ökotourismus-Anbieter Green Belt Safaris gegründet, um der Bewegung ein eigenes Einkommen sichern. Green Belt Safaris bietet Studienreisen, Projektbesuche, Tagesseminare, Kulturreisen und die Möglichkeit zur Mitarbeit an einem der Baumpflanzprojekte an.
Nach dem Tod Wangari Maathais im September 2011 übernahm Pauline Kamau als Exekutive Director die Führung der Grüngürtelbewegung.

## Auszeichnungen
Wangari Maathai erhielt für ihre Arbeit mit GBM bereits 1984 den auch als Alternativer Nobelpreis bezeichneten Right Livelihood Award, 1987 den Global 500 Award sowie 2004 den Friedensnobelpreis. 2006 wurde Maathai in die französische Ehrenlegion aufgenommen, 2009 erhielt sie den Orden der Aufgehenden Sonne.

## Rezeption
Neben den Dokumentarfilmen The Naked Earth von 1985, Women at Work von 1986 und The Green Belt Movement - Kenya aus dem Jahr 1999 gibt es die 2008 gedrehte französische Dokumentation Taking Root von Lisa Merton und Alan Dater. Taking Root wurde 2008 unter anderem auf dem Durban International Film Festival, auf dem Vermont International Film Festival und dem Asheville International Filmfestival ausgezeichnet. Weiterhin gibt es verschiedene Kinderbücher, die sich mit der Idee der Grüngürtel-Bewegung und ihrer Gründerin befassen, so zum Beispiel ein von Jeannette Winter veröffentlichtes Buch mit dem Titel Wangari's Trees of Peace: A True Story from Africa. Von der Kinderbuchautorin Donna Jo Napoli erschien im Jahr 2010 Mama Miti: Wangari Maathai and the Trees of Kenya.